# Riesling (uva)

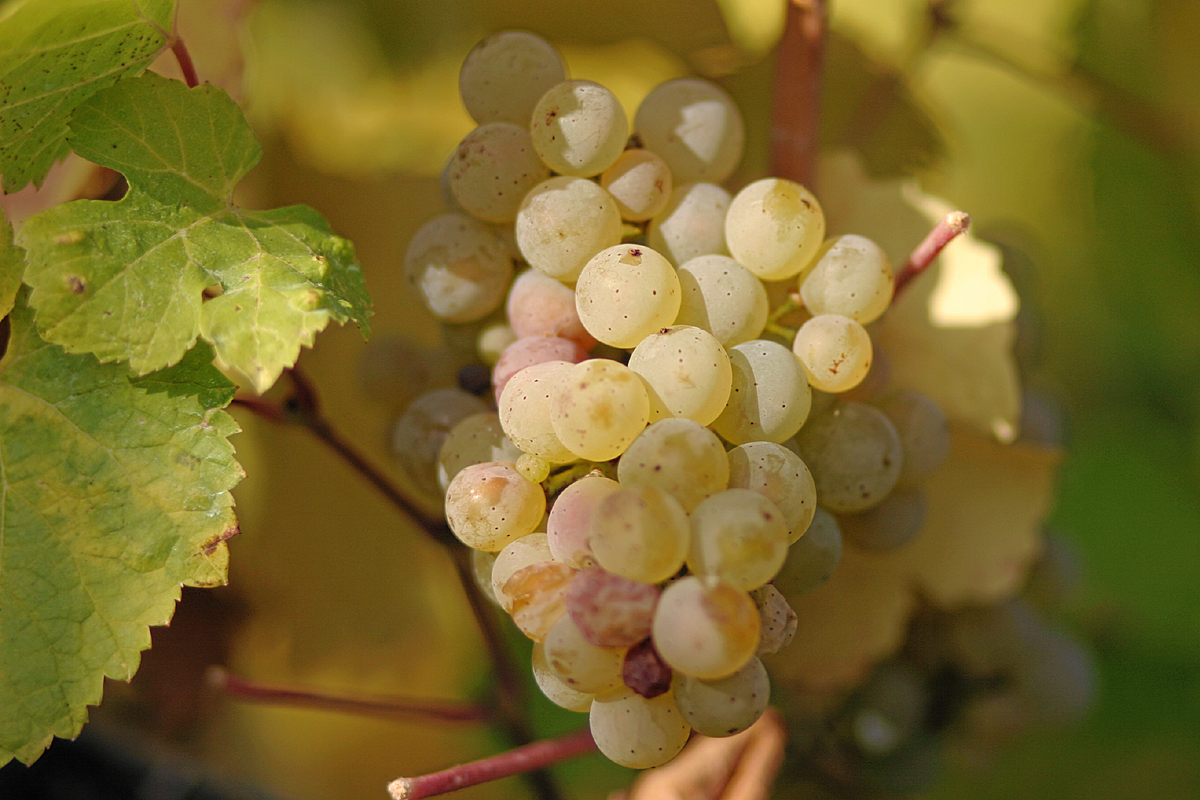
Aspecto de un racimo de la variedad vitis vinifera de riesling en el Rheingau, Alemania.

La riesling es una variedad o casta de uva blanca originaria de la región del Rin, en Alemania. Da lugar a diversas denominaciones de origen (D.O.) en los países en que más se cultiva, principalmente la mencionada Alemania, donde es la uva más cultivada, ocupando el 20.8% de su superficie de cultivo vinícola, para un total de 21.197 ha. Destacan también Francia, donde se cultiva en la región de Alsacia (21.9%, para un total de 3.350 ha), única región de Francia donde está permitido su cultivo. También ocupa superficies destacables de cultivo en Austria, Chequia, Luxemburgo, Italia y otros países. Salvo excepciones se cultiva siempre en zonas de clima fresco.
La existencia de vinos de uva riesling está documentada por primera vez en 1434, en el inventario de bienes de los condes de Katzenelnbogen (un pequeño principado a orillas del Rin), quienes poseían "...seis barriles de riesslingen adquiridos a un viticultor de Rüsselsheim". El herborista Hieronymus Bock o Hieronymus Tragus recoge la uva riesling en la edición en latín de 1552 de su compendio de botánica Neu Kreutterbuch (Nuevo herbolario).

## Regiones productoras

### Alemania
Originaria de Alemania la uva riesling es la más conocida en su país natal. Es apreciada por su característica “transparencia” y la influencia del suelo en sus aromas.
La cosecha comienza a finales de septiembre y se prolonga hasta finales de noviembre, aunque para ciertos vinos puede prolongarse incluso hasta enero.
En Alemania muy rara vez se mezcla con otras variedades y tampoco es común exponer el vino hecho con esta uva al contacto con el aroma del roble. Se dan excepciones a esta norma en las regiones de Palatinado y Baden, donde algunos productores han experimentado recientemente con barricas de roble poco envejecidas. Las temperaturas de estas regiones, algo más cálidas, dan como combinación unos vinos con más cuerpo y mayor grado de alcohol.
El riesling alemán se caracteriza, en general, por sus aromas frescos y claramente distinguibles cuando es joven, y que armonizan al envejecer, especialmente al llegar a diez años de envejecimiento.
De acuerdo a las tradiciones locales, en la región del Mosela, el vino debía ser embotellado en botellas altas, estrechas y de color verde. Botellas similares, pero de diferente color se utilizan hoy en la región del Rin.
Los vinos hechos a partir de esta uva cubren un amplio espectro de sabores, desde dulce al seco de la variedad “trocken”. Las uvas cosechadas de forma tardía se utilizan en vinos muy dulces, como el beerenauslese y el trockenbeerenauslese, consumidos para acompañar postres.
Las uvas riesling son también las favoritas a la hora de elaborar el sekt alemán y otros vinos espumosos.

### Alsacia

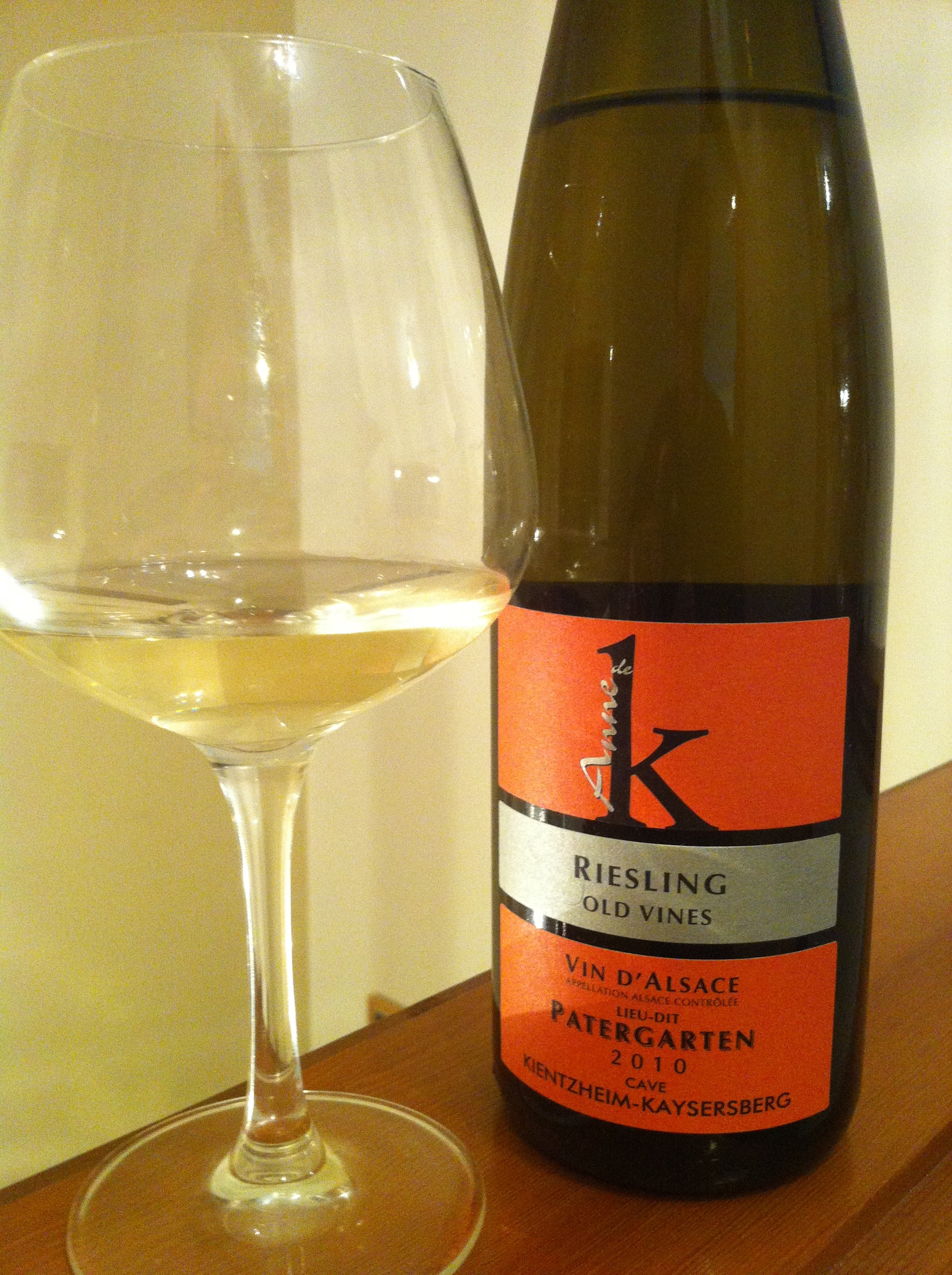
Un vino de riesling alsaciano.

Las cepas de uva riesling ocupan la mayor superficie de los cultivos de viñedo de Alsacia (23,2% de las 15.100 ha cultivadas en el 2000) y sus vinos son destacados por su calidad, como apreciaba el Duque de Lorena ya en 1477.
La elaboración del riesling alsaciano difiere de la de sus vecinos alemanes debido en parte a la naturaleza diferente del perfil calcáreo dominante del suelo de la Llanura de Alsacia. El riesling alsaciano resulta de mayor graduación (en torno a los 12º), debido a su crianza más prolongada en barril y a la práctica permitida en Francia de la chaptalización, o adición de azúcar.
Los vinos de uva riesling de Alsacia no suelen consumirse jóvenes a diferencia de las otras variedades de la región y tienden a ser secos y de acidez nítida, lo que les confiere un gusto de cuerpo denso y largo paladar. A partir del tercer año, se abren y desarrollan aromas afrutados de mayor sutileza, pudiendo envejecer con facilidad y elevada calidad hasta los 20 años.
Un decreto regula desde el 1 de marzo de 1984, la Denominación de Origen o Appellation d'origine controllée (AOC) de los vinos de riesling elaborados en Alsacia, que pueden seguir una de las siguientes clasificaciones:
- AOC Vin d'Alsace Riesling o Alsace Riesling, es la denominación más frecuente en la región y que suele a menudo estar seguida por el nombre de un lugar o viñedo.

- AOC Alsace Gran Cru, elaborados exclusivamente en 51 viñedos delimitados y con uvas únicamente de las castas riesling, moscatel, gewurtztraminer o pinot gris.[14]

- AOC Crémant d'Alsace, vinos efervescentes similares a los cava o champagne.

Otro decreto de diciembre de 1999, permite a los AOC Alsace y Alsace Grand Cru llevar la mención Vendanges tardives (vendimias tardías) o Sélection de grains nobles si corresponden a criterios de calidad estrictos (vendimia manual, contenido mínimo en azúcar, vinos elaborados con una sola variedad de uva)

### Argentina
En el oeste de Argentina, desde la región del Cuyo (en especial en la provincia de Mendoza y San Juan) en la Patagonia argentina se encuentran las cepas más meridionales del mundo para varietales riesling: en las provincias de Neuquén, Río Negro y noroeste y centro de la de Chubut (esto es casi a los 43° de latitud Sur). También se encuentra en algunas localidades de la costa de Buenos Aires como Chapadmalal y en la localidad de Balcarce entre las sierras bonaerenses.

### Chile
En la zona centro sur de Chile, con inviernos un poco más fríos, se encuentra las principales plantaciones de cepa riesling; principalmente, en los valles de Rapel, Curicó y el Maule. A pesar de no estar entre las principales cepas explotadas en Chile, las primeras plantaciones de esta cepa datan del año 1885, cuando fueron importadas desde Alemania por la viña Undurraga. Actualmente, con la apertura hacia el sur de nuevas zonas (más frías) para la viticultura, esta cepa ha experimentado una importante expansión, llegando a cubrir las 333 hectáreas cultivadas.

### Uruguay
Su ubicación geográfica sucede en los cerros de Pan de Azúcar, Maldonado, con un suelo pedregoso producto de la roca sienítica, mediante una selección manual de la uva, un prensado directo sin despalillar y desfangado a 10o C se logra una vinificación excelente para este Riesling.
Este mismo tiene una fermentación en tanque de acero a 18o C y  una estabilización natural sin uso de clarificantes.

## Nombres y sinónimos
Algunas uvas incorporan en su nombre la palabra "riesling" pero no son esa variedad. Por ejemplo:
- Welschriesling es una variedad no emparentada con la riesling. Es común en Austria, Croacia, República Checa, Hungría y Rumanía. Sus vinos también pueden ser etiquetados como riesling italico, welsch rizling, olasz rizling o laski rizling.
- Schwarzriesling (que significa "riesling negra") es el nombre alemán para la pinot meunier, una variedad usada en Champaña que también crece en el sur de Alemania.
- Cape riesling es el nombre sudafricano de la uva francesa crouchen.
- Gray riesling es un sinónimo de la trousseau gris, una mutación blanca de la uva de Oporto llamada bastardo.

Entre los sinónimos de la verdadera riesling están white riesling, johannisberg riesling (llamada así por el famoso Schloss Johannisberg) y rhine riesling, riesling renano (en Italia), rheinriesling (ocasionalmente en Austria), beregi riesling, beyaz riesling, biela grasevina, dinca grasiva biela, edelriesling, edle gewuerztraube, feher rajnai, gentil aromatique, gentile aromatique, gewuerzriesling, gewuerztraube, graefenberger, graschevina, grasevina rajnska, grauer riesling, grobriesling, hochheimer, johannisberg, johannisberger, karbacher riesling, kastellberger, kis rizling, kleigelberger, kleiner riesling, kleinriesler, kleinriesling, klingelberger, krauses, krausses roessling, lipka, moselriesling, niederlaender, oberkircher, oberlaender, petit rhin, petit riesling, petracine, pfaelzer, pfefferl, piros rajnai rizling, pussilla, raisin du rhin, rajinski rizling, rajnai rizling, rajnski ruzling, rano, reichsriesling, reissler, remo, rendu, reno, renski rizling, rezlik, rezlin, rezlink, rhein riesling, rheingauer, rheinriesling, rhiesling, riesler, riesling bianco, riesling blanc, riesling de rhin, riesling echter weisser, riesling edler, riesling gelb mosel e43, riesling giallo, riesling grosso, riesling gruener mosel, riesling mosel, riesling reinskii, riesling rhenan, riesling rhine, rieslinger, rislinenok, rislinok, rizling linner, rizling rajinski, rizling rajnai, rizling rajnski, rizling reinskii, rizling rynsky, roessling, rohac, rossling, rosslinger, ruessel, ruessling, russel, ryn-riesling, ryzlink rynsky, starosvetske, starovetski, szürke rizling, uva pussila, weisser riesling.